# Тимино (Пошехонский район)
Тимино — деревня в Пошехонском районе Ярославской области России. 
В рамках организации местного самоуправления входит в Белосельское сельское поселение, в рамках административно-территориального устройства — в Свердловский сельский округ.

## География
Расположена в 11 км к юго-востоку от центра города Пошехонье.

## Население
| 2007 | 2010 |
| ---- | ---- |
| 164  | ↘146 |

Согласно результатам переписи 2002 года, в национальной структуре населения русские составляли 99 % от всех жителей.

## Инфраструктура
Фельдшерско-акушерский пункт (филиал Пошехонской центральной районной больницы).

## Памятники
- Воинам-землякам, погибшим за Родину

## Улицы
Запрудная, Солнечная.

## Общественный транспорт
Тимино обслуживается пригородным автобусным маршрутом № 121 Пошехонье — Тайбузино.